# Que Se Pare El Mundo Tour
Que Se Pare El Mundo Tour es la primera gira solista de la actriz, cantante e influencer mexicana Karol Sevilla, estrella de la serie de televisión de Disney Channel, Soy Luna. El concierto cuenta con un amplio repertorio musical, que incluye numerosos covers de la cantante como "Corre", "Equivocada" y éxitos propios como "A Bailar", "Mil Besos Por Segundo" y temas de la serie Soy Luna como "La Vida Es Un Sueño" o "Soy Yo".

## Lista de Canciones
1. Que Se Pare El Mundo
2. Nada Fue Un Error (Cover de "Coti")
3. Corre (Cover de Jesse & Joy)
4. Equivocada (Cover de Thalía)
5. Pensadote
6. Contigo En La Distancia (Cover de Luis Miguel)
7. Besos De Ceniza (Cover de "Timbiriche")
8. Gracias Por Estar (Roast Yourself Challenge)
9. La Vida Es Un Sueño (Soy Luna)
10. Soy Yo (Soy Luna)
11. El Lugar ("WiFi Ralph" Disney)
12. La Bikina ("Coco" Disney)
13. Sonreír y Amar
14. Tu Tiempo Es Hoy
15. Vuéveme A Mirar Así
16. A Bailar
17. Mil Besos Por Segundo
18. No Te Quiero Nada (Cover de "Ha-Ash")
19. Te Quiero Mucho (Cover de "Rio Roma")

## Presentaciones
| Fecha                    | Ciudad               | País          | Lugar                               |
| Latinoamérica            | Latinoamérica        | Latinoamérica | Latinoamérica                       |
| ------------------------ | -------------------- | ------------- | ----------------------------------- |
| 27 de noviembre de 2018  | Buenos Aires         | Argentina     | Teatro Odeon                        |
| 30 de noviembre de 2018  | Curitiba             | Brasil        | Opera de Arame                      |
| 2 de diciembre de 2018   | Sao Paulo            | Brasil        | Teatro Net                          |
| 3 de diciembre de 2018   | Porto Alegre         | Brasil        | Teatro Do Bourbon Country           |
| 4 de diciembre de 2018   | Río de Janeiro       | Brasil        | Jeunesse Arena                      |
| 6 de diciembre de 2018   | Asunción             | Paraguay      | SND Arena                           |
| 11 de diciembre de 2018  | Talca                | Chile         | Gimnasio Regional                   |
| 14 de diciembre de 2018  | Talca                | Chile         | Teatro Plaza                        |
| 15 de diciembre de 2018  | Santiago             | Chile         | Teatro Teleton                      |
| 16 de diciembre de 2018  | Rancagua             | Chile         | Arena Monticello                    |
| 18 de diciembre de 2018  | Antofagasta          | Chile         | Gimnasio Sokol                      |
| 20 de diciembre de 2018  | Concepción           | Chile         | Gimnasio Municipal                  |
| 10 de enero de 2019      | Necochea             | Argentina     | Teatro París                        |
| 11 de enero de 2019      | Mar del Plata        | Argentina     | Teatro Colon                        |
| 12 de enero de 2019      | Villa Gesell         | Argentina     | Pueblo Limite                       |
| 13 de enero de 2019      | San Bernardo         | Argentina     | Luz y Fuerza                        |
| 14 de enero de 2019      | Santa Teresita       | Argentina     | Teatro Atlántico                    |
| 18 de enero de 2019      | Villa Carlos Paz     | Argentina     | Teatro Luxor                        |
| 19 de enero de 2019      | Villa Carlos Paz     | Argentina     | Teatro Luxor                        |
| 20 de enero de 2019      | Villa Carlos Paz     | Argentina     | Teatro Luxor                        |
| 1 de febrero de 2019     | Ciudad de Guatemala  | Guatemala     | Forum Majadas                       |
| 2 de febrero de 2019     | Managua              | Nicaragua     | Metrocentro                         |
| 7 de febrero de 2019     | San José             | Costa Rica    | Teatro Auditorio Nacional           |
| 10 de febrero de 2019    | Barranquilla         | Colombia      | Puerta de Oro                       |
| 12 de febrero de 2019    | Bucaramanga          | Colombia      | Coliseo Bicentenario                |
| 14 de febrero de 2019    | Cúcuta               | Colombia      | Coliseo Municipal                   |
| 19 de febrero de 2019    | Aristóbulo del Valle | Argentina     | Gimnasio Municipal                  |
| 20 de febrero de 2019    | Ciudad de México     | México        | Predio Ferial CDR                   |
| 3 de mayo de 2019        | Morelia              | México        | Palacio del Arte                    |
| 11 de mayo de 2019       | Toluca               | México        | Teatro Morelos                      |
| 12 de mayo de 2019       | Puebla               | México        | Auditorio Metropolitano             |
| 17 de mayo de 2019       | Ciudad de México     | México        | Teatro Metropolitan                 |
| 18 de mayo de 2019       | León                 | México        | Domo de la Feria                    |
| 19 de mayo de 2019       | San Luis             | México        | El Domo                             |
| 20 de mayo de 2019       | Veracruz             | México        | World Trade Center                  |
| 23 de mayo de 2019       | Monterrey            | México        | Auditorio Citibanamex               |
| 24 de mayo de 2019       | Guadalajara          | México        | Teatro Diana                        |
| 25 de mayo de 2019       | Cancún               | México        | Plaza de Toros                      |
| 26 de mayo de 2019       | Mérida               | México        | Auditorio La Isla                   |
| 27 de mayo de 2019       | Querétaro            | México        | Auditorio Josefa Ortíz de Domínguez |
| 6 de junio de 2019       | Neiva                | Colombia      | Parque de la Música                 |
| 8 de junio de 2019       | Bogotá               | Colombia      | Palacio de los Deportes             |
| 9 de junio de 2019       | Villavicencio        | Colombia      | Coliseo Álvaro Meza Amaya           |
| 14 de junio de 2019      | Pereira              | Colombia      | Coliseo Mayor                       |
| 16 de junio de 2019      | Medellín             | Colombia      | Coliseo UPB                         |
| 22 de septiembre de 2019 | Aguascalientes       | México        | Teatro Aguascalientes               |
| 6 de febrero de 2020     | Puebla               | México        | Auditorio Metropolitano             |
| 9 de febrero de 2020     | Monterrey            | México        | Arena Monterrey                     |
| 15 de febrero de 2020    | Mexicali             | México        | Palenque del Fex                    |
| 16 de febrero de 2020    | Tijuana              | México        | El Foro                             |
| 20 de febrero de 2020    | Guadalajara          | México        | Teatro Galerías                     |
| 29 de febrero de 2020    | Lima                 | Perú          | C.C. María Angola                   |